# Liste der Wappen der kreisfreien Städte in Nordrhein-Westfalen
Diese Liste beinhaltet – geordnet nach der Verwaltungsgliederung – alle in der Wikipedia gelisteten Wappen der kreisfreien Städte des Landes Nordrhein-Westfalen, inklusive historischer Wappen. Alle Städte, Gemeinden und Kreise in Nordrhein-Westfalen führen ein Wappen. Sie sind über die Navigationsleiste am Ende der Seite erreichbar.

## Kreisfreie Städte
| Stadt                       | Wappen | Kommentare |
| --------------------------- | ------ | --- |
| Aachen                      |        | Geführt seit dem 16. Jahrhundert: „Die Stadt führt als Stadtwappen einen nach rechts blickenden, rotbewehrten schwarzen Adler auf goldenem Grund.“ |
| Bielefeld                   |        | Genehmigt durch den RP Detmold am 17. Juli 1978: „Das Stadtwappen zeigt im goldenen Feld unter einem roten zinnenbewehrten und mit zwei Mauertürmchen bestandenen offenen Mauerbogen einen silbernen Schild mit drei roten Sparren.“ |
| Bochum                      |        | Genehmigt ????: „Das Stadtwappen zeigt in blau einen in drei Reihen weiß-rot geschachten Balken, der mit einem schwarzen Buch mit gelbem Schnitt, weißer Deckelprägung und weißen Schließen belegt ist.“ |
| Bundesstadt Bonn [Artikel]  |        | Genehmigt ????: „Das Wappen zeigt in geteiltem Schild [oben] * in Silber (weiß) ein schwarzes Kreuz, unten in Rot einen schreitenden, herschauenden, goldenen (gelben) Löwen.“ * Ergänzung durch den Verfasser |
| Bottrop                     |        | Genehmigt durch den RP Münster am 31. Juli 1978: „Das Wappen der Stadt zeigt ein schwarzes Krückenkreuz auf weißem Grund, belegt mit einem blauen Schild, darin drei weiße Wolfsangeln (2:1).“ |
| Dortmund                    |        | Genehmigt ????: „Das Wappen der Stadt zeigt den rechtsblickenden, rotbewehrten Adler der ehemaligen Reichs- und Hansestadt Dortmund in Schwarz auf goldenem Grund.“ |
| Duisburg (Details)          |        | Wappenführung seit 1527; zuletzt genehmigt vom Regierungspräsidenten in Düsseldorf am 31. Januar 1977: „Ihr Wappen zeigt auf quergeteiltem Schilde in der oberen Hälfte auf Goldgrund (goldgelb) einen schwarzen Doppeladler, von der Brust ab aufwärts, mit roten Zungen, in der unteren Hälfte eine in Silber (weiß) dargestellte dreitürmige Stadtmauer auf rotem Grund.“ |
| Landeshauptstadt Düsseldorf |        | Genehmigt 1868: „In silbernem (weißem) Schild einen aufgerichteten, doppelgeschwänzten, blaugekrönten und bewehrten Löwen mit einem gesenkten blauen Anker in den Pranken.“ |
| Essen                       |        | Beschlossen von der Stadtverordnetenversammlung am 24. November 1886, bestätigt vom Königlich Preußischen Heroldsamt 1887: „Das Wappen der Stadt Essen besteht aus zwei einander zugeneigten Wappenschilden unter einer goldenen, schwarz schattierten Fürstenkrone, deren von unten teilweise sichtbare Innenseite rot gefärbt ist. Der heraldisch rechte, nach links geneigte Wappenschild enthält einen blauen, schwarz schattierten und rot bewehrten doppelköpfigen Adler des alten Deutschen Reiches auf goldenem Grund. Über dem Adler schwebt eine rote, schwarz schattierte Blätterkrone. Der heraldisch linke, nach rechts geneigte Wappenschild enthält ein goldenes, schwarz schattiertes, nach links geneigtes Schwert. Die beiden Wappenschilde und die darüber stehende Krone bilden eine Einheit.“ |
| Gelsenkirchen               |        | Genehmigt 1954: „Das ¹ Wappenschild ist geviertelt, es enthält im linken ² oberen schwarzen Feld: eine silberne Kirche mit Mittelturm. Der Turm ist vierteilig; er besteht aus dem Turmbau mit schwarzer Toröffnung, dem trapezförmigen Dach, dem Turmaufsatz mit zwei schwarzen Schallöffnungen sowie der Turmspitze mit Kugel. Links und rechts vom Turm befinden sich im Kirchenschiff je zwei schwarze Fensteröffnungen; im rechten ³ oberen silbernen Feld: eine bewurzelte grüne Linde; im linken ² unteren silbernen Feld: fünf blaue Balken, belegt mit einem roten steigenden, bezungten, doppelschwänzigen Löwen; im rechten ³ unteren schwarzen Feld: Schlegel und Eisen, silbern, schräg gekreuzt.“ ¹ Der, ² heraldisch rechten, ³ heraldisch linken                                                   |
| Hagen                       |        | Genehmigt am 1. Februar 1897: „Die Stadt Hagen führt ihr traditionelles Wappen. Es zeigt auf blauem Wappenschild einen gelben Eichenbaum (Anlage 1).“ |
| Hamm                        |        | Geführt seit dem 13. Jahrhundert, bestätigt 1934: „Das Wappen der Stadt Hamm zeigt auf goldenem Grund einen in drei Reihen zu je sieben Feldern rot und silbern geschachten Balken, und zwar oben links mit einem roten Feld beginnend.“ |
| Herne                       |        | Genehmigt 1975: „Das Stadtwappen zeigt in Gold ein schwarzes, springendes Pferd, links darüber ins Kreuz gestellte Schlägel und Eisen.“ |
| Köln [Artikel]              |        | In Gebrauch seit ungefähr 1300: Die Hauptsatzung der Stadt Köln bestimmt: „Die Stadt Köln führt das in der Anlage abgebildete Wappen.“ Die genannte Anlage zeigt einen mit einer Kaiserkrone gekrönten golden nimbierten und bewehrten rotgezungten schwarzen Doppeladler, in den Fängen vorne ein Schwert und hinten ein Zepter haltend, belegt mit einem Brustschild, der unter rotem Schildhaupt mit drei balkenweise gestellten dreiblättrigen goldenen Kronen in Silber elf schwarze 5:4:2 gestellte Flammen zeigt. Vielfach wird als Wappen der Stadt Köln lediglich dieser Brustschild gezeigt. - Großes Wappen laut Hauptsatzung - Dienstsiegel der Stadt mit diesem Wappen |
| Krefeld [Artikel]           |        | Genehmigt am 3. Juli 1950: „Der gespaltene Wappenschild zeigt vorn in Silber den heiligen Dionysius mit Heiligenschein und rotem Ornat, den Bischofsstab in der Rechten, das abgeschlagene Haupt in der Linken, zu seinen Füßen ein goldenes Schildchen mit schwarzem Balken, hinten in blau über rot geteiltem Feld zwei abgewendete goldene Schlüssel, begleitet von silbernen Schilden mit schwarzen Balkenkreuzen.“ |
| Leverkusen                  |        | Genehmigt durch den RP Köln am 19. August 1976: „Die Stadt führt als Stadtwappen einen zwiegeschwänzten blaugekrönten, -bewehrten und -bezungten roten Löwen in Silber (Weiß), der von einem schwarzen Wechselzinnenbalken überdeckt ist.“ |
| Mönchengladbach             |        | Genehmigt durch den RP Düsseldorf am 7. Februar 1977: „Die Stadt Mönchengladbach führt ein Wappen, eine Flagge und ein Dienstsiegel. Die Farben der Stadt Mönchengladbach sind rot und gold.“ „Das Wappen der Stadt Mönchengladbach zeigt unter rotem Schildhaupt, darin ein silberner Wechselzinnenbalken, gespalten von Blau und Gold, vorne eine silberne Abtskrümme, hinten ein durchgehendes schwarzes Kreuz.“ |
| Mülheim an der Ruhr         |        | Genehmigt durch den König von Preußen 1880: „Die Stadt führt ihr bisheriges Wappen und die gelbrote Stadtflagge.“ „Zweimal gespalten und einmal geteilt: Feld 1: Rotes Schräggitter in Gold Feld 2: Silbernes achtspeichriges Rad in Blau Feld 3: Doppelschwänziger roter Löwe in Silber Feld 4: Geteilt: oben: schreitender goldener Löwe in Rot, unten: drei schwarze Balken in Silber Feld 5: Goldenes bordiertes Schildchen in Rot Feld 6: Silbernes sechsspeichriges Rad in Blau, begleitet von vier silbernen Kreuzchen in den Ecken“ |
| Münster                     |        | keine offizielle Genehmigung oder Verleihung bekannt, siehe den Artikel Wappen von Münster: „Der Schild ist von Gold, Rot und Silber geteilt.“ |
| Oberhausen                  |        | Genehmigt 1952: „Die Stadt führt ein Wappen. Das Aussehen des Wappens ergibt sich aus der als Anlage 2 beigefügten Abbildung, die Bestandteil dieser Hauptsatzung ist.“ „Das Wappen der Stadt Oberhausen zeigt in einem durch eine silberne Spitze von Blau und Rot gespaltenem Schild darin schräg gekreuzt ein schwarzer Schlägel und ein schwarzes Eisen, vorne ein von zwei silbernen Schlangen umwundener silberner Merkurstab, hinten gekreuzt eine silberne Zange und ein silberner Hammer, überdeckt mit einem silbernen Zahnrad.“ |
| Remscheid                   |        | Genehmigt ????: „Das Wappen der Stadt Remscheid zeigt auf geteiltem Wappenschild in der oberen Hälfte (Schildhaupt) einen halben, aufrechtschreitenden, doppelschwänzigen Löwen in rot mit blauer Wehr; in der unteren Hälfte (Schildfuß) auf blauem Grund eine aufrechtstehende silberne Sichel mit braunem Griff. Im Druck werden Silber durch Weiß und Gold durch Gelb wiedergegeben. Eine Abbildung des Wappens ist der Originalsatzung beigefügt (Anlage 2*).“ |
| Solingen                    |        | Genehmigt ????: „Das Wappen der Stadt Solingen zeigt in Blau zwei silberne, schräggekreuzte, gestürzte Schwerter mit goldenen Griffen, mit denen ein goldener Anker verschränkt ist, über dem Schild eine goldene Mauerkrone mit fünf Zinnentürmen, je mit Durchlass und zwei Zinnen.“ |
| Wuppertal                   |        | Genehmigt ????: „Das Wappen der Stadt Wuppertal zeigt in Silber, auf zwei goldenen Garnsträngen stehend, einen nach links ¹ blickenden, zweigeschwänzten roten Löwen, blau bewehrt und blau bekrönt, welcher einen schwarzen Rost hält.“ ¹ heraldisch rechts |

## Historische Wappen der kreisfreien Städte

### Aachen

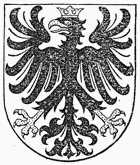
Historisches Stadtwappen von Aachen, 1888
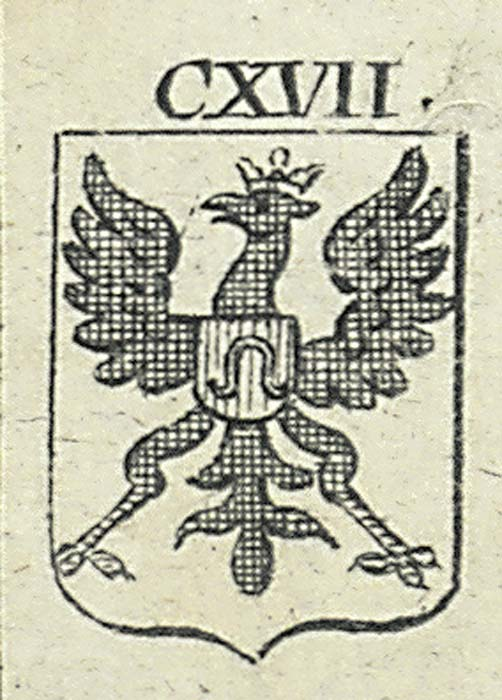
Historisches Stadtwappen von Aachen, 1774

### Bonn
Im § 5 der Bezirkssatzung heißt es: Die Bezirksvertretungen wenden bei besonderen Anlässen die Wappen der ehemals selbständigen Städte und Gemeinden Bonn, Bad Godesberg, Beuel und Duisdorf als
Traditionswappen der Stadtbezirke weiter an. Diese Wappen haben keine rechtliche Bedeutung.

Stadt Bonn ca. 1732–1971 davor der rote Löwe auf goldenem oder silbernem Grund
ehem. Stadt Bad Godesberg eingemeindet 1969
ehem. Stadt Beuel eingemeindet 1969
ehem. Bezirk Hardtberg eingemeindet 1969
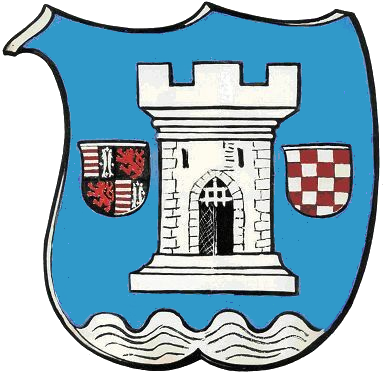
ehem. Amt Oberkassel eingemeindet 1969